# Tóth Péter (vívó)
Tóth Péter (Budapest, 1882. július 12. – Budapest, 1967. február 28.)  kétszeres olimpiai bajnok vívó.

## Életpályája
Fővárosi tiszti ügyészként a Magyar AC sportegyesületben vívott. Kard és tőrvívásban egyaránt versenyzett. Az 1908. évi, majd az 1912. évi nyári olimpiai játékokon is tagja volt az olimpiai bajnoki címet nyert magyar kardcsapatnak. 1913-ban alapító tagként részt vett a Nemzetközi Vívószövetség megalapításában. Hosszú ideig volt aktív sportoló, első magyar bajnokságát 1907-ben, az utolsót 1934-ben nyerte. Tőrvívóként részt vett az 1928. évi nyári olimpiai játékokon is. A második világháború után segédmunkásként dolgozott. Később sportcikkeket publikált a sportnapilapban. A sportág elméletével és történetével is foglalkozott, számos vívással kapcsolatos szakcikke jelent meg. Az élete utolsó hónapjaiban Klell Kálmán fotóművésszel közösen írt, a vívás történetét feldolgozó műve kéziratban maradt. Autóbalesetben halt meg.

## Sporteredményei
- kardvívásban:
  - kétszeres olimpiai bajnok 
    - 1908, London: csapat (Földes Dezső, Fuchs Jenő, Gerde Oszkár, Werkner Lajos)
    - 1912, Stockholm: csapat (Berty László, Földes Dezső, Fuchs Jenő, Gerde Oszkár, Mészáros Ervin, Schenker Zoltán, Werkner Lajos)

  - olimpiai 5. helyezett:
    - 1908, London: egyéni

  - olimpiai 6. helyezett:
    - 1912, Stockholm: egyéni

  - nem hivatalos versenyen olimpiai 3. helyezett:
    - 1906, Athén: egyéni

  - ötszörös magyar bajnok
    - egyéni: 1910, 1911
    - csapat: 1912, 1922, 1926
- tőrvívásban:
  - olimpiai 5. helyezett 
    - 1928, Amszterdam: csapat (Kálniczky Gusztáv, Piller György, Rády József, Rozgonyi György, Tersztyánszky Ödön)

  - Európa-bajnoki 2. helyezett:
    - 1931, Bécs: csapat (Hajdú János, Hatz Ottó, Kálniczky Gusztáv, Piller György, Rády József)

  - tizenegyszeres magyar bajnok 
    - egyéni: 1907, 1908, 1909, 1911, 1913, 1914, 1920, 1921
    - csapat: 1925, 1928, 1934